# Угрин Чак (архиепископ Калочи)
Угрин Чак (венг. Csák nembeli Ugrin; ? — 11 апреля 1241) — венгерский церковный и государственный деятель, архиепископ Калочи (1219—1241), королевский канцлер (1217—1219, 1230—1235). В русской литературе встречаются такие транскрипции его имени, как Уголин и Уголан.

## Биография
Угрин — представитель Уйлакской ветви венгерского дворянского рода Чак. Сын ишпана Баса I. Его братьями были Бас II и Поус I, которые служили главами казначейства. Угрин Чак впервые упоминается в документах в 1217 году, когда он был назначен королевским канцлером. В этом качестве он участвовал в Пятом крестовом походе, где сопровождал короля Венгрии Андраша II в Святую Землю. Ранее Угрин Чак также принимал участие в коронации короля Андраша II.
В 1219 году Угрин Чак получил сан архиепископа Калочи. В 1222 году Угрин стал одним из составителей Золотой буллы. В период архиепископства Угрина был основан большой госпиталь в Калоче, а в 1229 году — Сремская епархия. Во время его пребывания на этом посту в Боснии вспыхнули войны против патаренов, и, особенно после основания Сремского диоцеза, эти войны против боснийских патаренов и других неверных были главным занятием архиепископов.
В 1232 году Угрин Чак  основал цистерианский монастырь в местечке Гото (Gotó, "Honesta Vallis"), в хорватском регионе Пожега (Požega). 
Монголо-татарская армия под предводительством Бату-хана и Субэдэя прорвалась в Венгрию через Верецкий перевал. Угрин Чак, Матиас Ратот, архиепископ Эстергома, и еще три епископа погибли, ведя войска против монголо-татарской армии, когда она атаковала венгерский лагерь через несколько часов после переправы через реку Шайо.